# Iglesia de San Sebastián de Soreasu
La iglesia de San Sebastián de Soreasu es un templo católico situado en el municipio español de Azpeitia, en la provincia de Guipúzcoa.

## Descripción
El edificio se encuentra en el municipio guipuzcoano de Azpeitia, en la comunidad autónoma del País Vasco. De construcción medieval, dispone también de algunos elementos más modernos, como la portada, ideada por Ventura Rodríguez y ejecutada por Francisco de Ibero, y una efigie de san Sebastián tallada en piedra blanca, obra del escultor Pedro Michel.
Se menciona como iglesia parroquial del lugar en el Diccionario geográfico-estadístico-histórico de España y sus posesiones de Ultramar de Pascual Madoz, donde se dice lo siguiente: «La igl. parr. (San Sebastian), tiene por hijuelas las de Ntra. Sra. de Elociaga y San Juan de Oñaz servidas por los 2 beneficiados mas modernos del cabildo ecl., el cual se compone de 12 beneficiados perpetuos que presenta el duque de Granada de Ega». Aparece descrita en el volumen de la Geografía general del País Vasco-Navarro dedicado a Guipúzcoa, escrito por Serapio Múgica Zufiria, con las siguientes palabras:

La parroquia matriz [de Azpeitia] es de la advocación de San Sebastián, de categoría de término y está servida por un párroco y seis coadjutores. Es templo muy antiguo: la portada, de jaspe, es preciosa obra ideada por Ventura Rodríguez y ejecutada por Francisco Ibero; está coronada por una efigie de San Sebastián, de tamaño natural, tallada en piedra blanca por Pedro Michel. En el interior son dignos de mención, además de la pila en que fué bautizado San Ignacio de Loyola y que está cubierta de chapas de plata, una capilla con su coro, órgano y ornamentos, fundada por Nicolás Saéz de Elola, hijo de la villa, cuyos restos descansan en este panteón, y hay también otra capilla en la que existe un panteón que contiene los restos de Martín de Zurbano, hijo de Azpeitia y obispo de Tuy.
(Múgica Zufiria, 1915-1921, p. 815)